# Dženis Burnić
Dženis Burnić (Hamm, 22 maggio 1998) è un calciatore tedesco naturalizzato bosniaco, centrocampista del Karlsruhe.

## Caratteristiche tecniche
È un mediano.

## Carriera

### Club
Cresciuto nelle giovanili del Borussia Dortmund, ha esordito il 18 ottobre 2016 in un match di Champions League vinto 2-1 contro lo Sporting Lisbona.
Nel 2017 viene ceduto in prestito allo Stoccarda.

### Nazionale
Ha giocato numerose decine di partite con le varie nazionali giovanili tedesche, dall'Under-15 all'Under-21.
Nel 2024 la FIFA approva la sua richiesta di rappresentare la Bosnia ed Erzegovina, nazionale delle sue origini, da cui viene convocato per la prima volta nel maggio del medesimo anno. Esordisce il 3 giugno seguente nell'amichevole persa 3-0 contro l'Inghilterra.

## Statistiche

### Presenze e reti nei club
Statistiche aggiornate al 1° marzo 2025.
| Stagione             | Squadra              | Campionato           | Campionato | Campionato | Coppe nazionali | Coppe nazionali | Coppe nazionali | Coppe continentali | Coppe continentali | Coppe continentali | Altre coppe | Altre coppe | Altre coppe | Totale | Totale | Totale |
| Stagione             | Squadra              | Comp                 | Pres       | Reti       | Comp            | Pres            | Reti            | Comp               | Pres               | Reti               | Comp        | Pres        | Reti        | Pres   | Reti   |        |
| -------------------- | -------------------- | -------------------- | ---------- | ---------- | --------------- | --------------- | --------------- | ------------------ | ------------------ | ------------------ | ----------- | ----------- | ----------- | ------ | ------ | ------ |
| 2016-2017            | Borussia Dortmund    | BL                   | 1          | 0          | CG              | 0               | 0               | UCL                | 1                  | 0                  | -           | -           | -           | 2      | 0      |        |
| 2017-2018            | Stoccarda II         | RL                   | 1          | 0          | -               | -               | -               | -                  | -                  | -                  | -           | -           | -           | 1      | 0      |        |
| 2017-2018            | Stoccarda            | BL                   | 6          | 0          | CG              | 2               | 0               | -                  | -                  | -                  | -           | -           | -           | 8      | 0      |        |
| 2018-gen. 2019       | Borussia Dortmund II | RL                   | 11         | 0          | -               | -               | -               | -                  | -                  | -                  | -           | -           | -           | 11     | 0      |        |
| gen.-giu. 2019       | Dinamo Dresda        | 2L                   | 12         | 1          | CG              | 0               | 0               | -                  | -                  | -                  | -           | -           | -           | 12     | 1      |        |
| 2019-2020            | Dinamo Dresda        | 2L                   | 22         | 0          | CG              | 1               | 1               | -                  | -                  | -                  | -           | -           | -           | 23     | 1      |        |
| Totale Dinamo Dresda | Totale Dinamo Dresda | Totale Dinamo Dresda | 34         | 1          |                 | 1               | 1               |                    | -                  | -                  |             | -           | -           | 35     | 2      |        |
| 2020-2021            | Heidenheim           | 2L                   | 12         | 0          | CG              | 0               | 0               | -                  | -                  | -                  | -           | -           | -           | 12     | 0      |        |
| 2021-2022            | Heidenheim           | 2L                   | 28         | 0          | CG              | 1               | 0               | -                  | -                  | -                  | -           | -           | -           | 29     | 0      |        |
| 2022-2023            | Heidenheim           | 2L                   | 20         | 0          | CG              | 1               | 0               | -                  | -                  | -                  | -           | -           | -           | 21     | 0      |        |
| Totale Heidenheim    | Totale Heidenheim    | Totale Heidenheim    | 60         | 0          |                 | 2               | 0               |                    | -                  | -                  |             | -           | -           | 62     | 0      |        |
| 2023-2024            | Karlsruhe            | 2L                   | 30         | 2          | CG              | 0               | 0               | -                  | -                  | -                  | -           | -           | -           | 30     | 2      |        |
| 2024-2025            | Karlsruhe            | 2L                   | 21         | 1          | CG              | 3               | 0               | -                  | -                  | -                  | -           | -           | -           | 24     | 1      |        |
| Totale Karlsruhe     | Totale Karlsruhe     | Totale Karlsruhe     | 51         | 3          |                 | 3               | 0               |                    | -                  | -                  |             | -           | -           | 54     | 3      |        |
| Totale carriera      | Totale carriera      | Totale carriera      | 164        | 4          |                 | 8               | 1               |                    | 1                  | 0                  |             | -           | -           | 173    | 5      |        |

### Cronologia presenze e reti in nazionale
| Cronologia completa delle presenze e delle reti in nazionale ― Bosnia ed Erzegovina | Cronologia completa delle presenze e delle reti in nazionale ― Bosnia ed Erzegovina | Cronologia completa delle presenze e delle reti in nazionale ― Bosnia ed Erzegovina | Cronologia completa delle presenze e delle reti in nazionale ― Bosnia ed Erzegovina | Cronologia completa delle presenze e delle reti in nazionale ― Bosnia ed Erzegovina | Cronologia completa delle presenze e delle reti in nazionale ― Bosnia ed Erzegovina | Cronologia completa delle presenze e delle reti in nazionale ― Bosnia ed Erzegovina | Cronologia completa delle presenze e delle reti in nazionale ― Bosnia ed Erzegovina |
| Data                                                                                | Città                                                                               | In casa                                                                             | Risultato                                                                           | Ospiti                                                                              | Competizione                                                                        | Reti                                                                                | Note                                                                                |
| ----------------------------------------------------------------------------------- | ----------------------------------------------------------------------------------- | ----------------------------------------------------------------------------------- | ----------------------------------------------------------------------------------- | ----------------------------------------------------------------------------------- | ----------------------------------------------------------------------------------- | ----------------------------------------------------------------------------------- | ----------------------------------------------------------------------------------- |
| 3-6-2024                                                                            | Newcastle upon Tyne                                                                 | Inghilterra                                                                         | 3 – 0                                                                               | Bosnia ed Erzegovina                                                                | Amichevole                                                                          | -                                                                                   | 82’                                                                                 |
| 9-6-2024                                                                            | Empoli                                                                              | Italia                                                                              | 1 – 0                                                                               | Bosnia ed Erzegovina                                                                | Amichevole                                                                          | -                                                                                   | 67’                                                                                 |
| 7-9-2024                                                                            | Eindhoven                                                                           | Paesi Bassi                                                                         | 5 – 2                                                                               | Bosnia ed Erzegovina                                                                | UEFA Nations League 2024-2025 - 1º turno                                            | -                                                                                   | 68’                                                                                 |
| 10-9-2024                                                                           | Budapest                                                                            | Ungheria                                                                            | 0 – 0                                                                               | Bosnia ed Erzegovina                                                                | UEFA Nations League 2024-2025 - 1º turno                                            | -                                                                                   | 46’                                                                                 |
| 11-10-2024                                                                          | Zenica                                                                              | Bosnia ed Erzegovina                                                                | 1 – 2                                                                               | Germania                                                                            | UEFA Nations League 2024-2025 - 1º turno                                            | -                                                                                   | 84’                                                                                 |
| 14-10-2024                                                                          | Zenica                                                                              | Bosnia ed Erzegovina                                                                | 0 – 2                                                                               | Ungheria                                                                            | UEFA Nations League 2024-2025 - 1º turno                                            | -                                                                                   | 65’                                                                                 |
| 16-11-2024                                                                          | Friburgo in Brisgovia                                                               | Germania                                                                            | 7 – 0                                                                               | Bosnia ed Erzegovina                                                                | UEFA Nations League 2024-2025 - 1º turno                                            | -                                                                                   | 93’                                                                                 |
| 19-11-2024                                                                          | Zenica                                                                              | Bosnia ed Erzegovina                                                                | 1 – 1                                                                               | Paesi Bassi                                                                         | UEFA Nations League 2024-2025 - 1º turno                                            | -                                                                                   |                                                                                     |
| 21-3-2025                                                                           | Bucarest                                                                            | Romania                                                                             | 0 – 1                                                                               | Bosnia ed Erzegovina                                                                | Qual. Mondiali 2026                                                                 | -                                                                                   | 77’                                                                                 |
| 24-3-2025                                                                           | Zenica                                                                              | Bosnia ed Erzegovina                                                                | 2 – 1                                                                               | Cipro                                                                               | Qual. Mondiali 2026                                                                 | -                                                                                   | 72’                                                                                 |
| 10-6-2025                                                                           | Celje                                                                               | Slovenia                                                                            | 2 – 1                                                                               | Bosnia ed Erzegovina                                                                | Amichevole                                                                          | -                                                                                   | 81’                                                                                 |
| Totale                                                                              |                                                                                     | Presenze                                                                            | 11                                                                                  |                                                                                     | Reti                                                                                | 0                                                                                   |                                                                                     |

## Palmarès
- Coppa di Germania: 1

Borussia Dortmund: 2016-2017
- Campionato tedesco di seconda divisione: 1

Heidenheim: 2022-2023